# St. Cäcilia (Pesch)

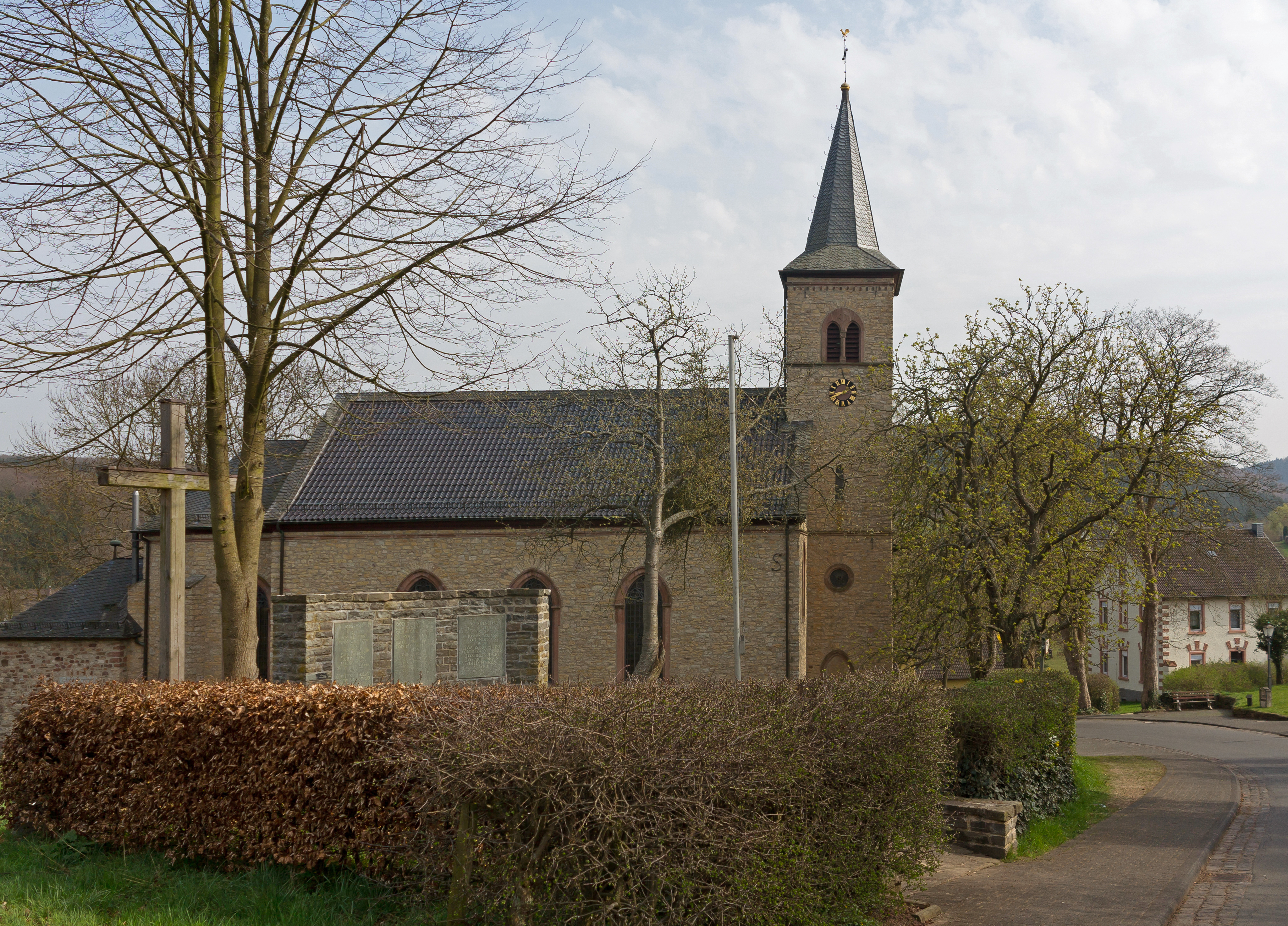
St. Cäcilia von Norden

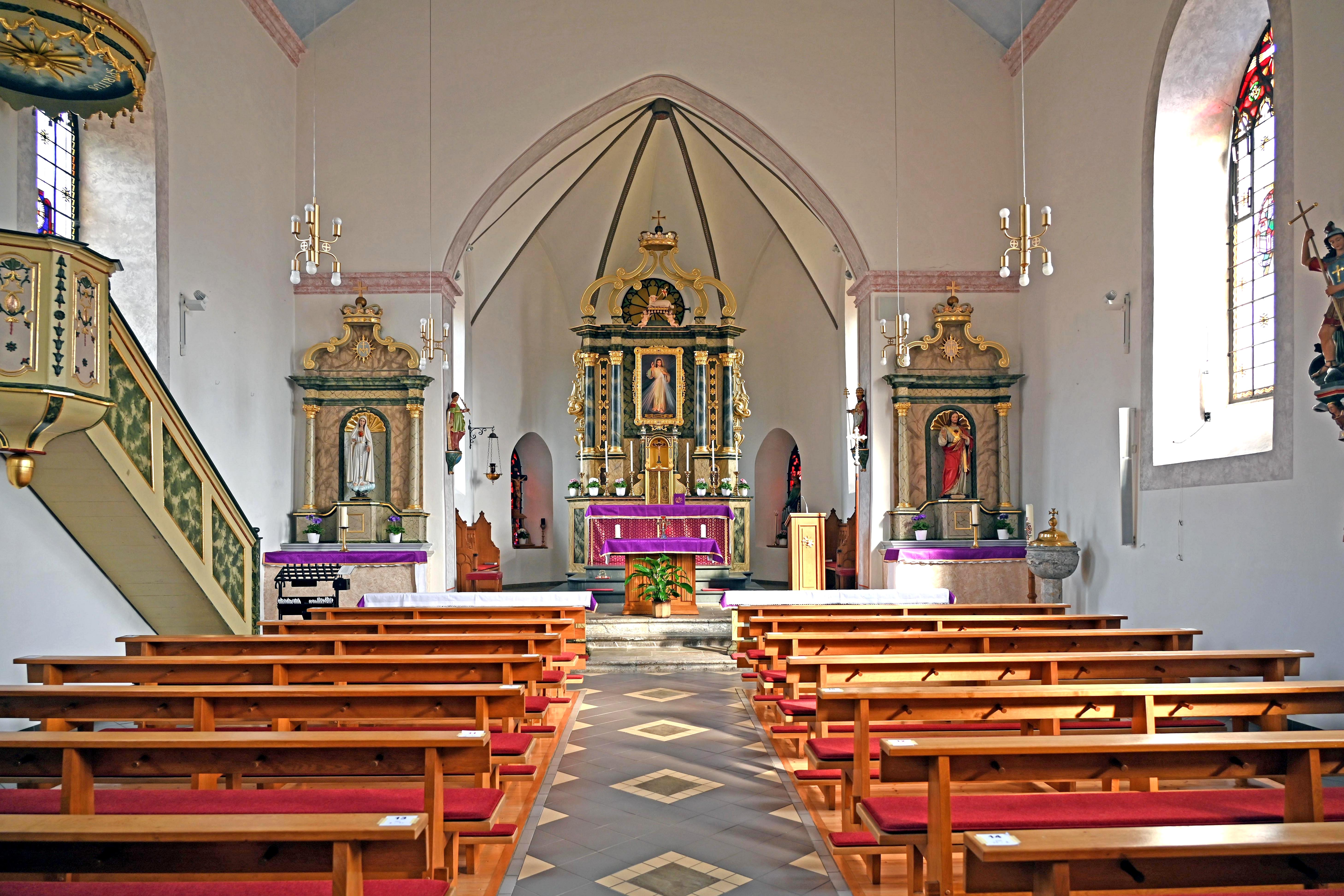
Innenraum mit Blick zum Altar

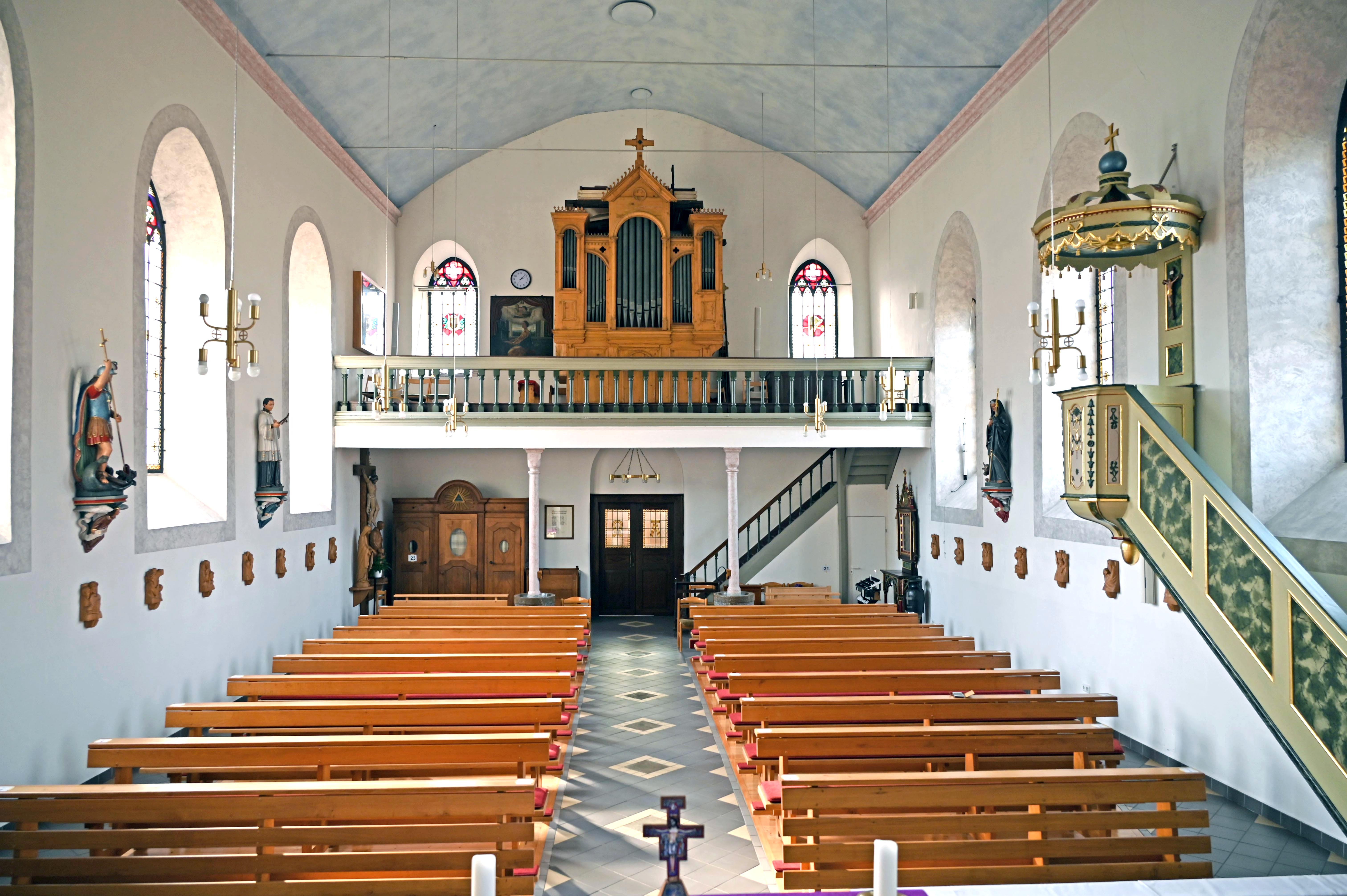
Blick zur Orgelempore

Die römisch-katholische Pfarrkirche St. Cäcilia in Nettersheim-Pesch ist der heiligen Märtyrerin Cäcilia von Rom geweiht. Die Pfarrei St. Cäcilia bildet heute mit mehreren anderen Pfarreien die Gemeinschaft der Gemeinden Hl. Hermann-Josef Steinfeld im Bistum Aachen.
Die Kirche ist ein geschütztes Baudenkmal.

## Baugeschichte
Der Vorgängerbau, der 1794 zur Pfarrkirche erhoben wurde und sich früher auf dem heutigen Friedhof in Pesch befand, wurde wegen seines schlechten Zustandes im 19. Jahrhundert abgebrochen.
Lediglich die 1767 an die Kirche angebaute Sakristei blieb erhalten.
Sie dient seit dem Abbruch als Friedhofskapelle.
1844 begann der Bau der neuen Kirche. Dies erfolgte nun nicht mehr auf dem Friedhof, sondern in der Ortsmitte.
1846 wurde in der neuen Pfarrkirche der erste Gottesdienst gefeiert, am 10. August 1867 weihte sie der Kölner Erzbischof Paulus Melchers.
Die Kirche ist nicht streng nach Osten, sondern nach Ostnordost ausgerichtet.
Der Bruchsteinsaalbau mit drei Fensterachsen verfügt über einen im Osten an das Kirchenschiff anschließenden Chor (Fünfachtelschluss) und einen Westturm.
An den Chor ist im Osten eine Sakristei angefügt.
Die Kirche hat 95 Sitz- und 70 Stehplätze.

## Ausstattung
Der Hochaltar stammt aus dem 18. Jahrhundert.
In der Kirche befinden sich zwei Seitenaltäre, der Muttergottesaltar und der Josefaltar.

## Pfarrer
Folgende Priester wirkten bislang als Pfarrer an St. Cäcilia:
- 1930–1940: Anton Werth
- 1940–1946: Hermann Rütten
- 1946–1952: Alfons Neuenhofer
- 1952–1969: Wilhelm Goffart
- 1969–1980: P. Andreas Stoffels SMA
- 1980–1985: Albert Hoß
- 1985–1988: Johannes Henn
- 1988–1992: Gerd-Heinrich Mitzscherling
- 1992–1996: P. Gerard Rottink
- Seit 1996: Werner Klinkhammer